# 880.
880. je deveto desetletje v 9. stoletju med letoma 880 in 889. 